# Appartement du docteur Gagnon
L'appartement du docteur Gagnon ou maison Stendhal est un ensemble immobilier de deux maisons sur deux étages des XVIe et XVIIe siècles devenu un musée consacré à l'écrivain Henri Beyle dit Stendhal et présentant principalement son environnement familial et social. Situé 20, Grande Rue à Grenoble, où vécut le romancier durant son enfance entre 1790 et 1796, ce lieu « de formation intellectuelle » inspira le futur écrivain pour son œuvre. L'appartement en lui-même est l'une des composantes du Musée Stendhal qui englobe trois lieux et un itinéraire dans la ville. Les lieux appartiennent à la ville de Grenoble.

## Biographie

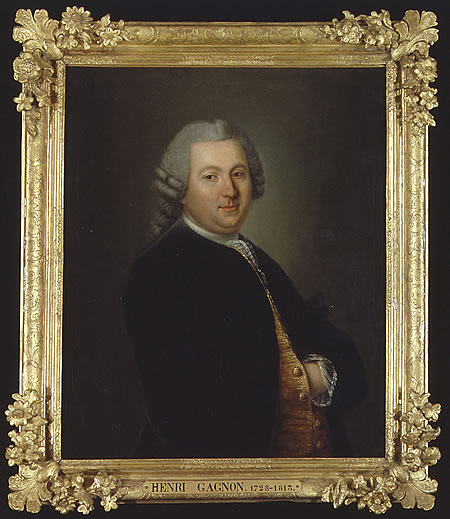
Le docteur Henri Gagnon (1728-1813), grand-père de Stendhal.

Marie-Henri Beyle (dit Stendhal) (1783-1842) nait le 23 janvier 1783 dans l'appartement du second étage de la rue des Vieux-Jésuites à Grenoble (actuellement 14, rue Jean-Jacques Rousseau). Fils de Chérubin Beyle (avocat au Parlement de Grenoble) et d'Henriette Gagnon.
À partir de 1790, après la disparition de sa mère, Stendhal âgé de 7 ans, fuit l'éducation stricte de son père et vient habiter chez son grand-père maternel qui l'élève, le docteur Henri Gagnon (1728-1813). Ce dernier occupe un important ensemble immobilier bourgeois composé de deux maisons contiguës de 500 m2, l'une donnant sur la place principale de la ville : la place Grenette et l'autre donnant sur le jardin de ville. L'appartement sert alors à Stendhal de « laboratoire d’observation de la bonne société grenobloise » reçue par son grand père. C'est dans cet appartement que le jeune Stendhal assiste le 7 juin 1788 à la Journée des Tuiles.
Entre 1796 et 1799 le jeune Stendhal est scolarisé à l’École Centrale, ancien collège de Jésuite, et actuel Lycée Stendhal. En 1830, à la mort de Romain Gagnon, fils du docteur Gagnon, l'appartement est vendu car la succession est grevée de dettes.

## Musée Stendhal
Dès l'année 1920, l'idée d'une exposition temporaire sur Stendhal voit le jour. Musée et bibliothèque organisent alors conjointement une exposition sur Stendhal au musée-bibliothèque où manuscrits, portraits et documents de l'écrivain sont exposés entre juillet et septembre.
Le 5 mai 1934, un premier musée Stendhal est inauguré dans la rue Hauquelin dans l'ancienne chapelle des Ursulines par le maire Paul Cocat. Quelques décennies plus tard, en juillet 1970, un nouveau musée Stendhal est inauguré rue Hector-Berlioz au rez-de-chaussée de l'Hôtel de Lesdiguières, dans l'ancienne salle des mariages et son antichambre. Ce musée restera dans ces lieux jusqu'à sa fermeture en 2004, devant laisser les locaux pour que la Maison de l'International puisse ouvrir en 2006.

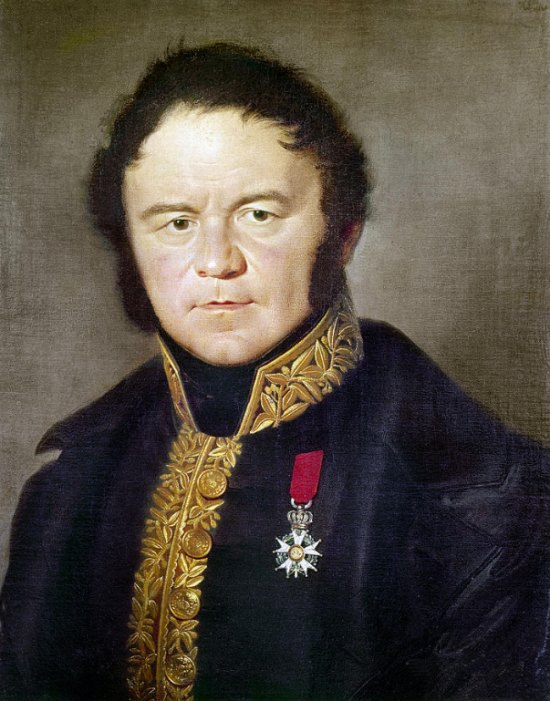
Stendhal (1783-1842)

De son côté, l'appartement Gagnon situé au 20, Grande Rue est acquis par la ville de Grenoble dès 1962 et transformé en musée en 1978, année où il ouvre temporairement au mois de juin. En janvier 1983, à l'occasion du bicentenaire de la naissance de Stendhal, l'appartement prend le nom de Maison Stendhal alors que l'universitaire Victor Del Litto s'engage dans sa promotion. En 2007, un nouveau projet de musée naît, avec l'appartement Gagnon comme pièce maîtresse mais accompagné de l'appartement natal de Stendhal situé à quelques dizaines de mètres au 14, rue Jean-Jacques Rousseau et de la collection Stendhal de la Bibliothèque municipale de Grenoble, à laquelle le musée est rattaché depuis 1934.
La collection Stendhal de la bibliothèque a été constituée dès 1861 grâce au don de la veuve d'un ancien maire de Grenoble et ami de Stendhal, Louis Crozet. Cette collection comprend le fonds Stendhal et la collection muséale d'environ 700 pièces constituées de peintures, de médaillons, de bustes, de dessins, de lithographies et de photographies. Régulièrement enrichi, le fonds Stendhal compte de nos jours 40 000 pages de manuscrits, soit plus des trois quarts conservés dans le monde et 10 000 ouvrages imprimés dans de multiples langues. L'appartement natal rénové et inauguré le 13 septembre 2002 a pour vocation de créer des événements littéraires, accueillir des projets d'écrivains, mettre en place des activités pour le public comme des cercles de lecteurs, des ateliers d'écriture, des réunions de l'association Stendhal, ou des ateliers pédagogiques Stendhal. Ces trois lieux étant étroitement liés à un itinéraire littéraire dans le centre historique de Grenoble.
Les architectes Cédric Avenier et Pierre-Antoine Rappa, avec la scénographe Marianne Klapisch, repensent les espaces. Les volumes originels sont retrouvés, des éléments historiques restaurés, d'autres inventés, contemporains, pour évoquer l'époque de Stendhal et de son grand-père le docteur Henri Gagnon.
Il est inauguré à l’occasion des journées européennes du patrimoine des 15 et 16 septembre 2012.
L'appartement Gagnon dispose d'une salle pour des expositions temporaires où l'on peut consulter les manuscrits et la collection Stendhal numérisés sur des bornes multimédias.
L'ensemble immobilier est inscrit aux monuments historiques depuis le 12 décembre 2000. Par la suite, la maison est labellisée en 2003, Musée de France, puis obtient en 2011 le label Maisons des Illustres décerné par L'État. L'exposition permanente tient compte à la fois de la signification des différentes pièces de l'appartement, des tableaux, bustes et gravures exposés, de leurs liens avec les manuscrits et l'œuvre de Stendhal.

## Composition de l'appartement

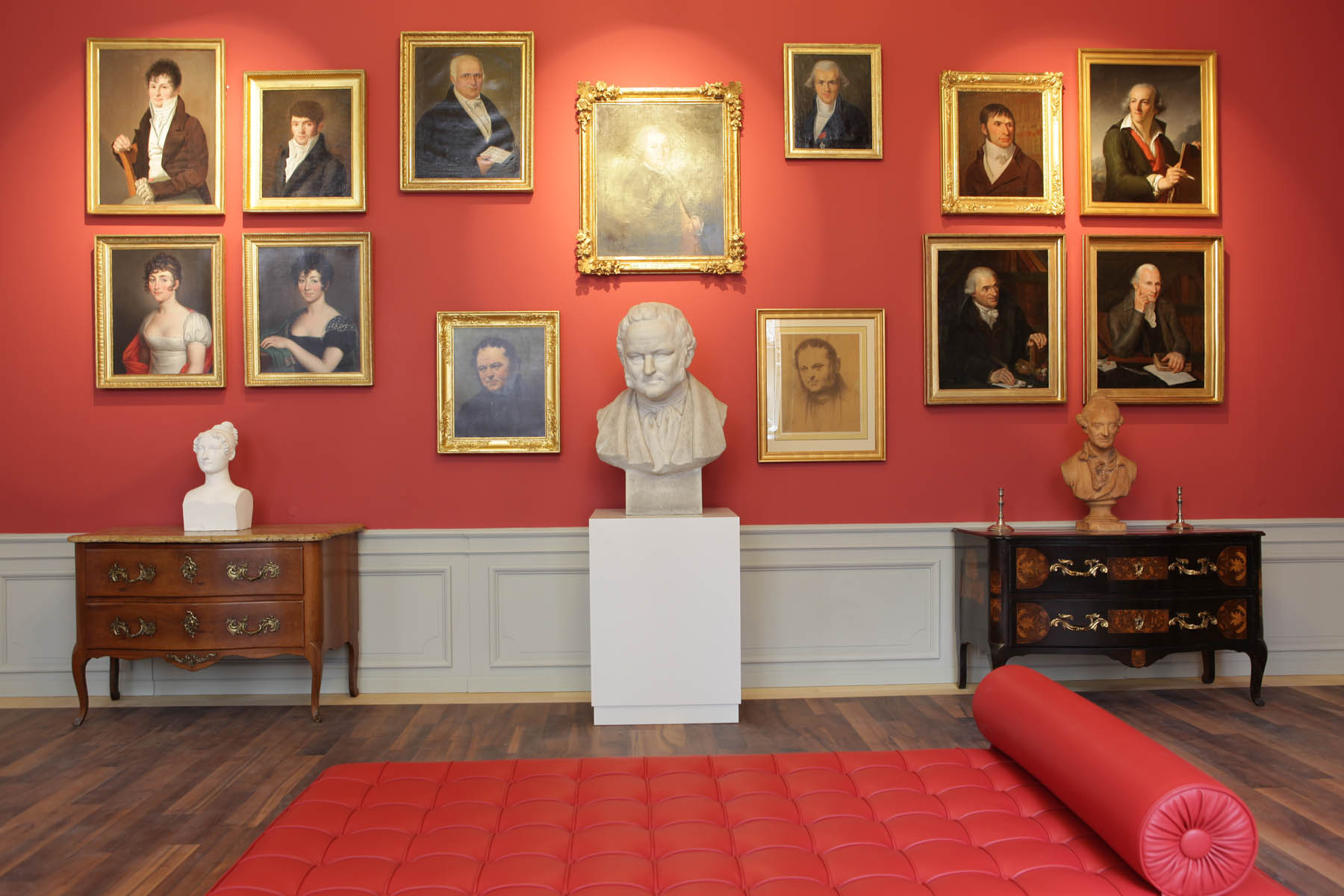
Le salon d'apparat.

L’entrée de l’appartement ouvre sur un grand salon à l’italienne qui était la pièce d'apparat où le docteur recevait la société grenobloise. C'est là que l'on installait pour Stendhal une table de travail en face d'une des fenêtres qui donne sur la cour. Comme son appellation le suggère, ce salon à l'Italienne est décoré avec grande finesse de lustres, de tableaux et de meubles confectionnés par l'ébeniste Hache. On peut y découvrir entre autres, le portrait du professeur de dessin Louis-Joseph Jay, créateur en 1798 du Musée de Grenoble.
Suit un cabinet d’histoire naturelle caractéristique des appartements de la bourgeoisie éclairée des XVIIIe et XIXe siècles ornée d'une carte du Dauphiné de quatre pieds de large, admirée du docteur Gagnon. Celui-ci y avait fait fabriquer des armoires qui couvraient les murs de part et d'autre de la pièce, pour présenter des minéraux, des oiseaux, des coquillages et un crocodile naturalisé. Ce cabinet présente des spécimens issus de la collection du Muséum d'histoire naturelle de Grenoble.
Un cabinet d’été ou de travail, petite pièce de même surface à côté du cabinet d’histoire naturelle consacré à l'époque à l’écriture et à la lecture. À droite en entrant figure un buste représentant Voltaire, écrivain de prédilection du docteur. À gauche, une bibliothèque garnissait tout le panneau du fond avec des livres d'auteurs prisés, mais aussi dans un coin de mauvais romans non reliés, laissés par l'oncle de Stendhal, Romain Gagnon, le libertin de la famille. La bibliothèque est en partie reconstituée, notamment sur la base de l'inventaire de succession de Romain Gagnon daté de 1830.

Schéma des lieux par Stendhal

Enfin, une chambre d’hôte dite « de Romain Gagnon » qui logeait à chaque fois qu'il venait rendre visite à son père, le docteur Gagnon. Avocat séducteur et libertin, Romain a épousé sur le tard une riche héritière des Échelles mais revenait fréquemment à Grenoble pour voir ses maîtresses. Cette pièce peut évoquer une ville du XVIIIe siècle moins austère qu'on ne le croit de nos jours. Stendhal lui-même évoquait dans Vie de Henry Brulard le roman Les liaisons dangereuses qui dépeint des mœurs licencieuses écrit par un officier d'artillerie longtemps resté à Grenoble, Pierre Choderlos de Laclos. La chambre dont les murs étaient autrefois recouverts d'un sensuel damas rouge, est dédiée à des expositions temporaires thématiques liées à la vie et l'œuvre de Stendhal.
La terrasse agrémentée d'une pergola surplombant le Jardin de Ville, complètent le site. Cette terrasse conçue sur le mur d'enceinte du IIIe siècle de Cularo était un lieu d'agrément. Le docteur Gagnon avait installé des caisses en châtaignier dans lesquelles il avait planté de nombreuses variétés de fleurs et les portiques montés par le menuisier Poncet soutenaient des ceps de vigne. À son extrémité qui faisait office d'observatoire astronomique, le docteur Henri Gagnon désignait les étoiles au jeune Stendhal.

## Expositions temporaires
À partir d'avril 2014, le musée Stendhal présente dans l'appartement du docteur Gagnon une exposition temporaire consacrée aux dessins des manuscrits stendhaliens de Grenoble. En mai 2015, le musée présente l'exposition Stendhal, un républicain rouge et noir, démontrant l'aspect politique de l'œuvre de l'écrivain.